# Phaeostigma (Pontoraphidia) grandii
Phaeostigma (Pontoraphidia) grandii is een kameelhalsvliegensoort uit de familie van de Raphidiidae. De soort komt voor in Italië.
Phaeostigma (Pontoraphidia) grandii werd voor het eerst wetenschappelijk beschreven door Principi in 1960.